# Paardenkopje
Het paardekopje (Stemonyphantes lineatus) is een spinnensoort uit de familie van de hangmatspinnen (Linyphiidae).